# Leiyang
Leiyang is een stad in de prefectuur Hengyang in het zuidoosten van de zuidelijke provincie Hunan, Volksrepubliek China.
Bij de volkstelling van 2020 had de stad 529.641 inwoners.